# Trens rigorosament vigilats
Trens rigorosament vigilats (títol original en txec: Ostře sledované vlaky, títol internacional en anglès: Closely Watched Trains) és una pel·lícula txecoslovaca de 1966 dirigida per Jiří Menzel. El film és considerat com un exponent essencial de la nova ona txecoslovaca. Conta el pas a l'edat adult del jove Miloš Hrma.
La pel·lícula està basada en una novel·la de l'escriptor txec Bohumil Hrabal i tracta sobre la vida d'un jove txec empleat en una estació de tren a la Txecoslovàquia ocupada pel règim nazi durant la Segona Guerra Mundial. El 1922, la novel·la va ser traduïda al català per Maria García Barris amb el mateix títol. Va ser filmada als estudis de cinema Barrandov (Praga) i en estreta col·laboració amb el mateix Bohumil Hrabal. L'excel·lent treball entre el popular escriptor txec i Jiří Menzel va donar com a fruit un film catalogat d'obra mestra per la crítica i que es va emportar l'Oscar a la millor pel·lícula de parla no anglesa el 1968.

## Argument[1]

Pòster de la pel·lícula, versió anglesa

A les acaballes de la Segona Guerra Mundial, Alemanya és derrotada a tots el fronts. El jove i innocent Miloš Hrma, que encara no ha sortit de l'ou, és empleat sense remuneració en una petita estació de tren. El cap de l'estació, malgrat estar casat, té enveja d'Hubička, un altre empleat del ferrocarril que gaudeix de molt de succés amb les dones.
Miloš manté un amor platònic amb la jove Máša, mentre l'experimentat Hubička l'intenta ajudar tot explicant-li els secrets de l'amor. És així com Hubička descobreix que Miloš és encara verge. De sobte, l'idil·li de l'estació de tren queda pertorbat per l'arribada de Zednicek, un conseller i col·laborador nazi.
Miloš passa finalment una nit amb Máša. Això no obstant, com que l'aventura acaba sense èxit, Miloš queda profundament pertorbat i l'endemà mateix intenta en va posar fi a la seva vida. El doctor li explica després que l'ejaculació precoç és un fet normal a la seva edat i li recomana que s'adreci a una dona experimentada per tal de resoldre el problema. Durant la nit, Hubička flirteja amb Zdenička, una empleada del telègraf a qui amb el tampó li imprimeix el segell de l'oficina a les natges. La mare de Zdenička, en assabentar-se'n, es va a queixar al superior d'Hubička i l'escàndol impedeix que el cap de l'estació pugui esdevenir inspector.
Mentrestant, els alemanys són molt nerviosos, perquè llurs trens estàn atacats i dinamitats de manera sistemàtica per grups de partisans. Un d'aquests atacs està previst que tingui lloc a l'estació mateix. És una jove artista anomenada Viktoria Freie qui és l'encarregada de col·locar la bomba a l'estació. I també és Viktoria qui, per petició d'Hubička, ajuda Miloš a resoldre el seu problema de virginitat. Finalment, és el coratjós Miloš, que mai fins aleshores s'havia implicat en política i que no semblava tenir gens d'interès ni consciència sobre les conseqüències de la guerra, qui farà detonar amb èxit la bomba. Això no obstant, haurà de pagar amb la seva pròpia vida el seu valor.
Acaba així una pel·lícula marcada pel seu tarannà pacífic i per un to humorístic pròpiament txec, en què les penúries de la guerra semblen del tot absents al llarg de la història fins que, de sobte, el film pren un inesperat i tràgic to que posa de manifest la cruesa del conflicte.

## Premis
- Oscar a la millor pel·lícula de parla no anglesa de l'any 1967[5]
- Gran premi del Festival Internacional de Cinema de Mannheim-Heidelberg de 1966[7]
- Candidat als premis BAFTA de 1968 com a millor pel·lícula i banda sonora
- Candidat als premis DGA de 1968 per la millor direcció
- Candidat al Globus d'Or de 1967 per la millor pel·lícula estrangera
- Llop d'Or de 1966 al Festival de Cinema de Bucarest[8]